# Бурити-Браву

Бурити-Браву на карте штата.

Бурити-Браву (порт. Buriti Bravo) — муниципалитет в Бразилии, входит в штат Мараньян. Составная часть мезорегиона Восток штата Мараньян. Входит в экономико-статистический микрорегион Кашиас. Население составляет 22 899 человек на 2010 год. Занимает площадь 1582,553 км². Плотность населения — 14,47 чел./км².
Праздник города — 5 июля.

## История
Город основан 22 апреля 1931 года.

## Демография
Согласно сведениям, собранным в ходе переписи 2010 г. Национальным институтом географии и статистики (IBGE), население муниципалитета составляет:
| Полное население                               | Полное население                               | Полное население                               | Полное население                               | 22 899 |
| ---------------------------------------------- | ---------------------------------------------- | ---------------------------------------------- | ---------------------------------------------- | ------ |
| в том числе:                                   | Городское население                            | 17 014                                         | Процент городского населения, %                | 74,30  |
|                                                | Сельское население                             | 5885                                           | Процент сельского населения, %                 | 25,70  |
|                                                | Мужское население                              | 11 325                                         | Процент мужского населения, %                  | 49,46  |
|                                                | Женское население                              | 11 574                                         | Процент женского населения, %                  | 50,54  |
| Плотность населения, чел/км²                   | Плотность населения, чел/км²                   | Плотность населения, чел/км²                   | Плотность населения, чел/км²                   | 14,47  |
| Население муниципалитета в % к населению штата | Население муниципалитета в % к населению штата | Население муниципалитета в % к населению штата | Население муниципалитета в % к населению штата | 0,35   |

По данным оценки 2016 года, население муниципалитета составляет 23 375 жителей.

## Статистика
- Валовой внутренний продукт на 2003 год составляет 26 630 320,00 реалов (данные: Бразильский институт географии и статистики).
- Валовой внутренний продукт на душу населения на 2003 год составляет 1234,71 реала (данные: Бразильский институт географии и статистики).
- Индекс развития человеческого потенциала на 2000 год составляет 0,583 (данные: Программа развития ООН).